# NeMa North Tower
Pour les articles homonymes, voir NEMA.
La NeMa North Tower appelé aussi 10th & Market North Building est un gratte-ciel de 118 mètres de hauteur  construit à San Francisco dans le quartier de South of Market en Californie aux États-Unis de 2012 à 2014.
L'immeuble fait partie du complexe NeMa qui comprend une autre tour, la NeMa South Tower, de 67 mètres de hauteur.
Il abrite 486 appartements locatifs sur 37 étages.
L'architecte est l'agence Handel Architects